# Treben
Treben – miejscowość i gmina w Niemczech, w kraju związkowym Turyngia, w powiecie Altenburger Land, siedziba wspólnoty administracyjnej Pleißenaue.